# Acanthosquilla wilsoni
Acanthosquilla wilsoni is een bidsprinkhaankreeftensoort uit de familie van de Nannosquillidae. De wetenschappelijke naam van de soort is voor het eerst geldig gepubliceerd in 1973 door Moosa.